# 電気あんま

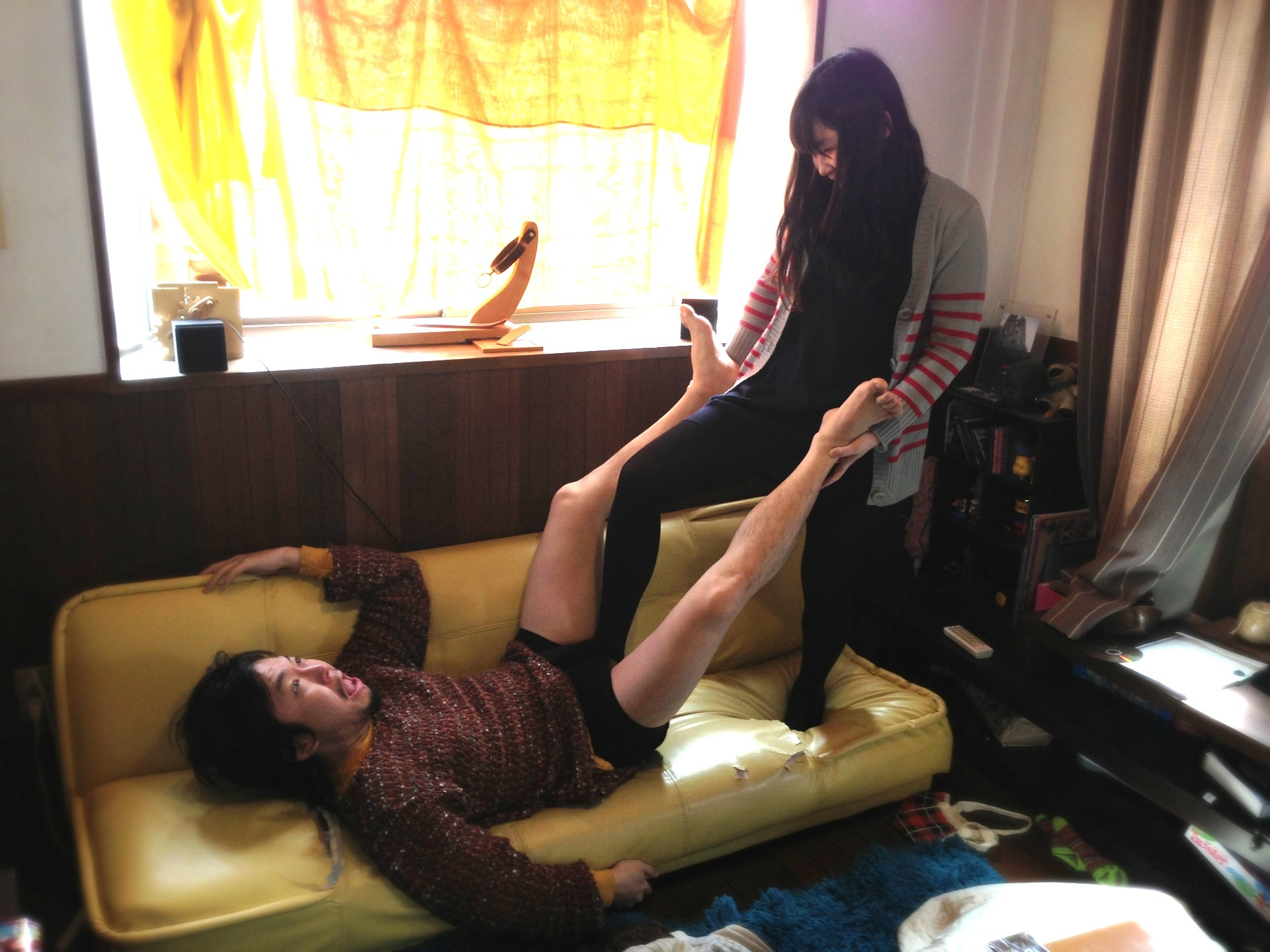
電気アンマを実際に行っている様子

電気あんま（電気按摩、でんきあんま）とは二人で行う遊びであり、一方がもう一方の股間に足を入れて踏みつけ、ぐいぐいと揺らすものである。行う際に足を入れる側がもう一方の両足をつかんでよりしっかりと股間に足をつけて行う事が多い。これは多くの場合、学齢期の少年の間で「カンチョー」に似たいたずら（こどもの文化）として行われる。
また、学校の休み時間に上靴を履いたまますることもある。
名称の由来は、電気あんま器、すなわち電気マッサージ器（『電マ』と略される事も多い）のようにバイブレーションをすることからきている。現在では親子でのコミュニケーションであっても性的虐待として捉えられる事もある。

## 由来と歴史
この遊び（児戯）が大衆化したのはそう古いものではなく、技の命名も自然発生的なものではない。朝日放送の『探偵!ナイトスクープ』では、電気アンマに関する取材の際（登場する作品を参照）、電気アンマを知っている世代がある一定の年齢層を超えるといなくなっていることから、およそプロレスが普及したころの世代から全国的に広まった可能性があると推測しているものの、実際のところ定かではない。無論プロレス、格闘技では金的攻撃として反則にあたるため、滅多に見ることはない。
名前をメジャーにしたものとしては、各種テレビメディア上での散発的使用が理由として挙げられるが、特に、永井豪の作品である『ドロロンえん魔くん』内で同名のギャグ妖怪と技（漫画では使用されたがテレビアニメでは使っていない）が披露され、作者の知名度や使用妖怪のオチャラケ振り等と相まってお巫山戯技としての認識が定着したと見られる。YouTube などの動画サイトで度々電気アンマの動画がアップされるが、未成年による動画は削除されることが多い。

## 文化

### 登場する作品
- Gu-Guガンモ - 準主人公の佃半平太が、姉のつくねから電気あんまを仕掛けられるシーンが度々登場する。
- ドロロンえん魔くん - 同名の技を持つ同名の妖怪が登場。
- SEX MACHINEGUNS - 『世直し GOOD VIBRATION』という、電気あんまをテーマにした楽曲がある。
- クレヨンしんちゃん-野原みさえが野原しんのすけに対して電気あんまをするシーンがある。また、漫画16巻では野原しんのすけが空中電気あんまでキジを退治する場面が見られる。

### 性風俗
SMプレイとして採用している風俗店も少なからず存在するが、ハイヒールでは性器を負傷するリスクが高いため、素足で行われる場合が殆どである（ただし、それでも足白癬（水虫）や爪白癬（爪水虫）が股間にうつり股部白癬（陰金）になるリスクは皆無ではない）。痛みを伴わない程度に加減された、足コキに近いプレイも、ファッションヘルス店等で行われる。

### その他
日本では2007年に、ポテトチップス会社のドリトスから「デンキアンマ」という名のポテトチップスの新たなフレーバーがリリースされた。